# Khadija Shaw
Khadija Shaw, född den 31 januari 1997 i Spanish Town, är en jamaicansk fotbollsspelare (anfallare) som spelar för Girondins de Bordeaux och det jamaicanska landslaget. Hon var en del av den historiska trupp som spelade Jamaicas allra första världsmästerskap i fotboll efter att laget kvalificerade sig för VM i Frankrike år 2019. Inför turneringen hade hon gjort 31 mål på 23 landskamper.